# Sapperton (Lincolnshire)
Sapperton – osada w Anglii, w hrabstwie Lincolnshire, w dystrykcie South Kesteven. Leży 38 km na południe od Lincoln i 156 km na północ od Londynu.